# Scipione Stella
Scipione Stella (né en 1559 ou 1560 à Naples et mort le 20 mai 1622 dans la même ville) est un compositeur de la Renaissance italienne. 

## Biographie
Scipione Stella étudia la musique à la Chiesa dell'Annunziata de Naples. Il fut organiste de 1583 à 1590, notamment au service du prince de Venosa, le compositeur Carlo Gesualdo. Il entra dans les ordres à la fin de sa vie, sous le nom de père Pietro Paolo, membre de l'ordre des Théatins de San Paolo Maggiore.
Peu d'œuvres de sa plume ont survécu parmi les musiques d'orgue et de clavecin. Certains de ses ouvrages instrumentaux, motets ou madrigaux spirituels lui sont attribués par erreur, ou sont attribués de manière également erronée à son collègue et exact contemporain, le compositeur Scipione Dentice (1560 - 1633). Tous deux faisaient notamment partie de l’entourage musical de Gesualdo. Le compositeur espagnol Sebastián Raval témoigne également de la présence de Scipione Dentice et Scipione Stella au Palazzo Peretti de Rome, assistant à l’exécution d’œuvres de Luca Marenzio .
La collection publiée de ses madrigaux est malheureusement considérée comme perdue.